# Havranek József (alispán)
Havranek József, született: Havranek József László, 1938-tól Ecsedy (Székesfehérvár, 1881. január 5. – Budapest, 1967. január 28.) alispán.

## Életútja
Havranek József királyi tanácsos, polgármester és Gulyás Amália fiaként született. A gimnáziumot a székesfehérvári cisztercieknél végezte, majd ezt követően Budapesten hallgatta a jogot. 1909-től Fejér vármegye szolgálatába lépett mint közigazgatási gyakornok, 1919 és 1938 között a vármegye alispánja volt. A Fejérvármegyei és Székesfehérvári Múzeum Egyesület elnöke volt. 1913. szeptember 14-én Abán feleségül vette Boda Máriát, ekkor megyei aljegyzőként illetve tiszteletbeli főjegyzőként működött. Havranek családi nevét 1938-ban Ecsedyre változtatta.

## Előszavai
- Egyed István: Közjogi alapismeretek. (A Magyar Népmüv. Könyvei Bp., 1927)
- Bérczi Vilmos és B. Szabó István: Fejérvármegye és Székesfehérvár szabad királyi város that. almanachja (Székesfehérvár, 1931)
- Schneider Miklós: Fejérvármegyei boszorkányperek (Székesfehérvár, 875 Havranek - Háy 876 1934)
- Fejérvármegye nemesi összeírásai (Székesfehérvár, 1934)
- Jobbágytelken élő nemesek 1846. é. összeirása Fejér megyében (Z. i., 1937)
- Fejérmegyei nemességvizsgálatok. (Uo. 1937)